# Andrea Tremaglia
Andrea Tremaglia (Bergamo, 25 settembre 1987) è un politico italiano, dal 13 ottobre 2022 deputato alla Camera per Fratelli d'Italia.

## Biografia

### Origini e formazione
Nato il 25 settembre 1987 a Bergamo, figlio di Marzio Tremaglia, assessore alla Cultura della Regione Lombardia morto per un tumore nel 2000 a soli 42 anni, e nipote di Mirko Tremaglia, storico dirigente missino e ministro per gli Italiani nel mondo nei governi Berlusconi II e III, diplomatosi al liceo classico Paolo Sarpi di Bergamo, prosegue gli studi universitari fino al conseguimento della laurea in giurisprudenza presso l’Università Cattolica del Sacro Cuore di Milano. Collabora con diversi quotidiani locali online.
È appassionato di lettura, scrittura, cinema e musica.

### Attività politica
La sua attività politica inizia nel 2010, quando si candida alle elezioni regionali in Lombardia di quell'anno tra le liste de Il Popolo della Libertà (PdL), a sostegno del presidente uscente Roberto Formigoni.
A dicembre 2012 partecipa alla scissione del PdL guidata da Giorgia Meloni, Ignazio La Russa e Guido Crosetto e contribuisce alla nascita di Fratelli d'Italia (FdI), di cui è prima delegato e poi dirigente nazionale.
Alle elezioni amministrative del 2014 si candida al consiglio comunale di Bergamo, tra le liste di FdI a sostegno del sindaco di centro-destra Franco Tentorio, venendo eletto consigliere comunale. Alla tornata elettorale del 2019 viene ricandidato, nelle liste di Fratelli d'Italia a sostegno del candidato sindaco del centro-destra Giacomo Stucchi, e rieletto consigliere comunale di Bergamo.
Alle elezioni politiche anticipate del 2022 viene candidato alla Camera dei deputati, tra le liste di Fratelli d’Italia come capolista nel collegio plurinominale Lombardia 3 - 01, venendo eletto deputato. Nella XIX legislatura è componente della 5ª Commissione Bilancio, tesoro e programmazione.